# Nick Willis
Nicholas Ian Willis (født 25. april 1983) er en newzealandsk atlet, som har tilhørt verdenseliten i 1500 meterløb og 1 milløb op gennem de første to årtier af 2000'erne.

## Atletikkarriere
Willis deltog første gang ved OL i 2004 i Athen, hvor han akkurat ikke kvalificerede sig til finalen på 1500 m.
Han fik sit store gennembrud ved Commonwealth Games i 2006 i Melbourne, hvor han vandt guld på favoritdistancen. Han var den første fra New Zealand der vandt guld ved Commonwealth Games. Da Peter Snell vandt i Perth i Australien i 1962, hed legene Empire Games.[kilde mangler] Nick Willis vandt i tiden 3.38,49 minutter.
Ved OL 2008 i Beijing blev han nummer to i sit indledende heat og nummer fire i sin semifinale. I finalen lå han længe et stykke tilbage i feltet, men han løb sig op i slutningen og endte som nummer tre. Imidlertid blev vinderen, Rashid Ramzi fra Bahrain, et stykke tid efter legene diskvalificeret for brug af doping, og dermed rykkede de følgende frem, så kenyaneren Asbel Kiprop fik guld, Willis sølv og franske Mehdi Baala bronze. Ved legene var han også meldt til på 800 m, men deltog ikke.
Ved Commonwealth Games i Delhi i 2010 vandt han bronze, og ved OL 2012 i London var han flagbærer for New Zealand ved åbningsceremonien, inden han blev nummer ni på 1500 m-distancen. Ved Commonwealth Games 2014 i Glasgow vandt han igen bronze, og ved indendørs-VM i atletik i 2016 hentede han ligeledes en bronzemedalje. Han stillede igen op ved OL 2016 i Rio de Janeiro, og her blev han nummer seks i indledende heat og nummer tre i semifinalen, inden han i finalen hentede bronze efter amerikaneren Matthew Centrowitz, Jr., der fik guld, og algerieren Taoufik Makhloufi.
Wilis deltog som 38-årig ved OL 2020 (afholdt 2021) i Tokyo, hvor han nåede semifinalen på 1500 meter. I 2022 formåede han for tyvende år i træk at løbe 1 mile på under 4 minutter.
Han er født i New Zealand, men gik på the University of Michigan i USA. Hans bror, Steve Willis, er også atlet. De er de eneste brødre i New Zealands historie, som til dato begge har været under 4 minutter på milen.

## Personlige rekorder
- 1500 meter: 3.29,66 minutter i Monaco, 2015
- 1 mile: 3.49,83 minutter i Oslo, 2014